# Juan Mata
Juan Manuel Mata García (Burgos, 28 de abril de 1988) é um futebolista espanhol que atua como meia-atacante. Atualmente está no Western Sydney Wanderers.
Fazendo grande sucesso no Valencia, onde chegou aos dezenove anos, Mata esteve presente na disputa da Copa das Confederações de 2009 (disputando duas partidas) jogando pela Seleção Espanhola. Já no ano seguinte, esteve na conquista do primeiro título mundial da equipe (onde disputou uma partida, na fase de grupos), na África do Sul.
Em 24 de agosto de 2011 foi anunciado como novo jogador do Chelsea, tendo assinado um contrato de cinco temporadas. Apenas três dias depois, estreou pelo clube, entrando aos 69 minutos de partida contra o Norwich City, tendo marcado ainda seu primeiro gol, finalizando a vitória por 3 a 1.
Mata conquistou a Eurocopa de 2011, pela seleção sub-20 batendo a Dinamarca na final, e ganhou o prêmios de bola de ouro da competição. Também representou a seleção espanhola nos níveis sub-16, sub-17, sub-19, sub-20, sub-21 e sub-23.
Ele e Fernando Torres são os únicos jogadores do mundo que possuem os principais títulos como da Copa do Mundo de 2010, Eurocopa de 2012, Liga dos Campeões da UEFA de 2011–12 e Liga Europa da UEFA de 2012–13 no currículo.

## Infância e Juventude
Juan Manuel Mata García nasceu em 28 de abril de 1988, na cidade de Ocón de Villafranca, Burgos. Ele herdou o nome de seu pai, Juan Manuel Mata Rodríguez, que também era um jogador de futebol. Ele era um frente que jogou na década de 1980 e início de 1990 para perto de Burgos CF . Mata foi criado na cidade natal de seu pai Oviedo, nas Astúrias. Seu pai, mais tarde atuou como agente de Mata, tornando-se jogador. Ele começou no Universidad Politecnica de Madrid onde foi jornalista. Ele conseguiu um diploma em negócios de Publicidade. Em seu tempo livre jogava tênis de mesa. Após a sua transferência para o Chelsea, ele disse que também gosta de passear por Londres. Ele ganhou um apelido no Chelsea, Johnny Kills, a tradução literal de seu nome do espanhol para o Inglês. Seu nome foi inspirado em floresta ou morador pela floresta.

## Carreira

### Início

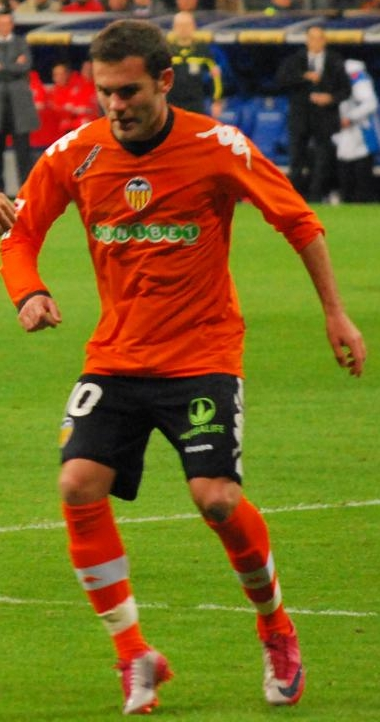
Juan Mata atuando pelo Valencia em 2010.

Mata começou sua carreira no futebol no Real Oviedo, onde seu pai passou a maior parte de sua carreira. Ele ficou lá por três anos antes de entrar para o Real Madrid aos 15 anos. Depois de aparecer para o seu Cadete equipe A, ele progrediu rapidamente através das equipes de juniores, Juvenil C e, finalmente, o Juvenil A. Em sua última campanha (2005-06), ele marcou dois gols na liga e mais três na Copa de Campeões, incluindo o vencedor na final contra o Real Valladolid, acrescentando mais três no Espanhol Juvenil Copa.
Mudou-se para o Real Madrid Castilla, em 2006-07, Mata recebeu o número 34 na camisa de primeiro time, enquanto usava 28 em Castilla. Apesar do final de Castilla Segunda Divisão de rebaixamento, ele terminou a temporada como artilheiro o segundo melhor do lado de às nove, atrás de atacante Álvaro Negredo.

### Valencia

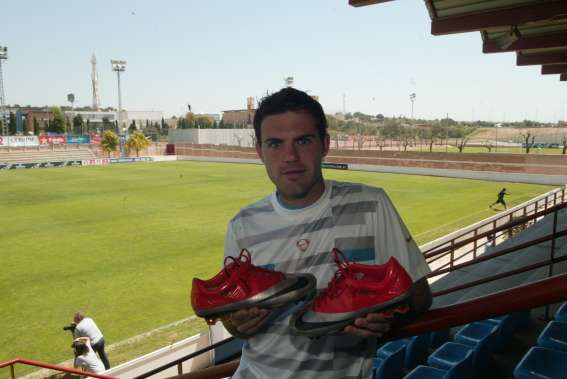
Mata no Paterna base do Valencia em 2009.

Juan Mata tinha uma cláusula de liberação no Real Madrid durante a sua última temporada no clube, e, finalmente, concordou em assinar para companheiro La Liga ao lado do Valencia em março de 2007, a partir de 2007-08. sofrendo lesões constantes para Vicente e do ostracismo a que o então gerente de Ronald Koeman condenou Miguel Ángel Angulo, Mata foi retirado do time titular do Valencia. Em 20 de março de 2008, ele marcou duas vezes na Copa del Rey na partida semifinal contra o FC Barcelona para ajudar o Valencia a chegar na final contra o Getafe. Em 16 de abril, ele marcou um gol e o Valencia venceu o jogo e conquistou o título vencendo por 3 a 1. Durante essa primeira temporada, ele foi eleito o melhor do time pelos torcedores.
Na Supercopa da Espanha de 2008, Mata marcou contra seu ex-clube Real Madrid, em uma derrota por 2 a 1 na primeira partida, e o Valencia perdeu no agregado por 3 a 6 no agregado após uma derrota por 4 a 2 fora de casa no segundo jogo. Ele começou 2008-09, marcando na estréia contra o Mallorca vencendo o jogo por 3 a 0. Ele também marcou o único gol do jogo contra o CA Osasuna, recebendo assistência de  David Villa.
Em 25 de setembro de 2008, Mata mostrou-se crescente em termos de eficiência, como ele deu dois passes para gol na vitória por 2 a 0 sobre o Málaga. Três dias depois, ele teve um excelente desempenho contra o Deportivo de La Coruña, marcando um e dando dois passes para gol na vitória dentro de casa vencendo por 4 a 2.
No final da campanha, Mata conseguiu marcar dois gols no final muito importante para Valencia: a primeira, vencendo por 3 a 2 o Sporting de Gijón, e o segundo de pênalti contra o Sevilla FC em casa, levando o placar em 2 a 1 para o Valencia em que terminou 3 a 1 para sua equipe. Ele alcançou estatísticas impressionantes durante a temporada, terminando com 11 gols e 13 assistências na última categoria, da liga de segunda melhor, atrás de Xavi FC Barcelona.
Nas seguintes duas temporadas, Mata foi uma figura ofensiva do Valencia, marcando 17 gols em 68 jogos, com o clube alcançar back-to-back lugares terceira liga. Em 10 de abril de 2011, ele marcou dois na vitória em casa por 5-0 contra o Valência vizinhos Villarreal CF. Em 9 de maio, com interesses de clubes da Inglaterra, o jornalista espanhol Guillem Balagué informou o interesse de vários clubes da Premier League.

### Chelsea
Em 21 de agosto de 2011, Valencia anunciou que tinha concordado a £ 23.500.000 taxa para a transferência de Mata a Premier League clube Chelsea, sujeito a um exame médico. Em 24 de agosto de 2011, Mata assinou um contrato de cinco anos com o Chelsea. Ele revelou que Fernando Torres ajudou a convencê-lo a mover-se para Stamford Bridge, dizendo:
| “ | Fernando tem me animado com a ideia de vir aqui. Ele disse que seria bom para mim aqui, e que eu e ele juntos poderia ser bom. Também falei à minha família e amigos sobre isso também. | ” |

Em 26 de agosto de 2011, Yossi Benayoun ofereceu sua camisa número 10 a Mata. O israelense capitão disse: Eu decidi dar Mata o número 10 - o seu favorito para mim é apenas um número, não é o meu 15 de sorte. Mata vestiu a camisa do Valencia e da Espanha sub-21 e expressou sua gratidão por Benayoun: Mata segue em jogadores do Chelsea em receber a camisa 10 com: Joe Cole, Mark Hughes, Ian Hutchinson e Terry Venables.
| “ | É um número muito importante para mim, por isso estou contente por estar usando. Quero agradecer Yossi", disse ele. | ” |

#### 2011-12

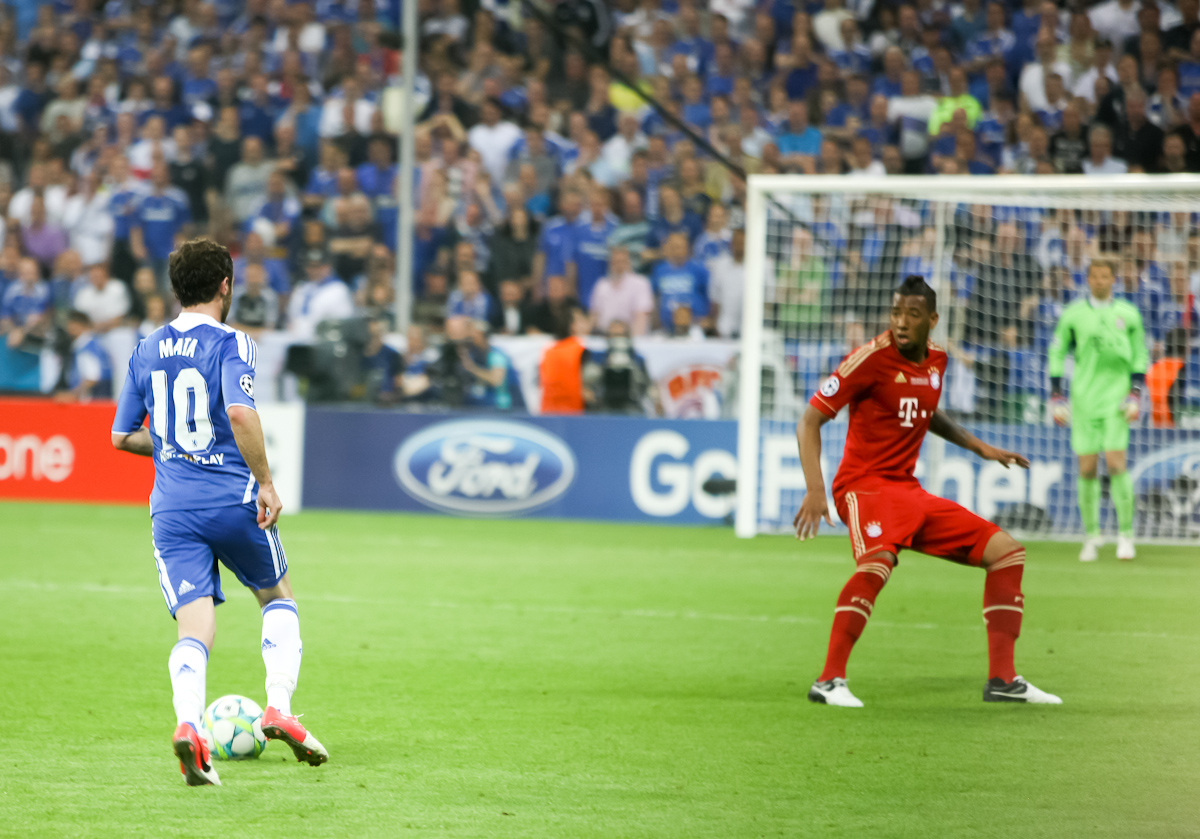
Juan Mata na final da Liga dos Campeões da UEFA de 2011–12 contra o Bayern de Munique disputando bola com Jérôme Boateng.

Mata fez sua estréia pelo Chelsea contra o Norwich City em 27 de agosto de 2011, onde ele entrou como substituto e marcou nos acréscimos. Chelsea acabou por vencer a partida por 3 a 1. Ele começou seu primeiro jogo pelo novo clube em 10 de setembro contra o Sunderland, ajudando Chelsea garantir uma vitória por 2 a 1. Em 14 de setembro, Mata fez a sua estréia na Liga dos Campeões da UEFA pelo Chelsea e marcou nos acréscimos para ajudar a equipe a bater o Bayer Leverkusen por 2 a 0. Em 29 de outubro, Mata participou do 6.000º gol do Chelsea com chute de Frank Lampard. No mesmo jogo, Mata marcou com um chute espetacular de 25 metros em uma derrota por 5 a 3 para o Arsenal. Em 26 de novembro de 2011, Mata participou do jogo contra o Wolverhampton Wanderers sendo dois primeiros gols que foram marcados por John Terry e Daniel Sturridge e também marcou o terceiro gol em uma vitória por 3 a 0. Ele foi nomeado como homem do jogo em uma vitória por 3 a 0 contra o Newcastle United fora de casa.
Em 6 de dezembro de 2011, durante o jogo da Liga dos Campeões decisivo do Chelsea contra o ex-clube Valencia, Mata fez duas assistências para os dois gols de Didier Drogba. O jogo terminou com uma vitória por 3-0, que resultou no Chelsea de qualificação de primeira seu grupo. No Boxing Day, Mata marcou o único gol da sua equipa no empate 1-1 em Stamford Bridge contra o Fulham. o primeiro gol de Mata marcou Chelsea de sua FA Cup campanha com uma vitória por 4-0 sobre o Portsmouth em Stamford Bridge.
Na FA Cup quarta eliminatória com Queens Park Rangers no Loftus  Road, Mata marcou o único golo da sua equipa de pênalti uma vitória por 1-0. Em 5 de fevereiro de 2012, Mata marcou um voleio imparável contra o Manchester United depois de um belo cruzamento da colega de equipa espanhol Fernando Torres. O jogo terminou 3-3. Em 21 de fevereiro, Mata marcou o único gol da sua equipa na derrota por 3 a 1 fora de casa contra o Napoli na partida de ida da oitavas da Liga dos Campeões.
Após a nomeação de Roberto Di Matteo como treinador interino do primeiro time, Mata foi jogado como um meia-atacante central, ao invés de ser jogado na ala esquerda. Mata marcou e teve um pênalti defendido por Colin Doyle na FA Cup quinta repetição rodada contra o Birmingham City em St Andrews, que o Chelsea venceu por 2-0, ele ajudá-los para as quartas-de-final da Taça de Inglaterra, e continuou a sua característica de marcar em cada rodada, no entanto, este prazo terminou contra o Leicester City nas quartas de final, que o Chelsea venceu por 5-2. Em 7 de abril de 2012, Mata marcou seu 11º gol na temporada contra o Wigan Athletic, que era um objetivo vital que deu the Blues uma vitória por 2-1 sobre os Latics e manteve luta viva do Chelsea por uma vaga na Liga dos Campeões. Em 15 de abril de 2012, na vitória por 5-1 do Chelsea contra o Tottenham Hotspur na FA Cup semi-final no Estádio de Wembley , Mata marcou um gol polêmico e assistido Ramires e Florent Malouda para seus objetivos, contribuindo para a sua estatística está na 2011-12 FA Cup com 4 gols e 3 assistências. Mata começou em ambas as pernas da Liga dos Campeões confronto semi-final do Chelsea com o atual campeão Barcelona , ajudando a sua equipa a uma vitória por 3-2 no agregado. Também jogou a final da Liga dos Campeões contra o Bayern de Munique conquistando o título em 19 de maio.
Mata deu duas assistências para o compatriota espanhol Fernando Torres, na goleada por 6 a 1 sobre o rival da mesma cidade de Londres Queens Park Rangers em 29 de abril, deixando a sua marca de 13 assistências na temporada da Premier League. Mata deu passe para gol de Ramires contra o Liverpool na vitória por 2 a 1 em Wembley na final da Copa da Inglaterra. Mata conquistou o prêmio de homem do jogo. Em 10 de maio de 2012, Mata foi recompensado por sua forma consistente ao longo de sua primeira temporada no Chelsea pelos fãs votando em o melhor jogador do ano do clube, na sequência de lendas do Chelsea, como Dennis Wise e Gianfranco Zola, a quem ele havia sido comparado a em várias ocasiões.
Na final da Liga dos Campeões, contra o Bayern de Munique, Drogba marcou aos 43 minutos do segundo tempo no que levou o jogo para as penalidades. Nas penalidades bateu o adversário por 4 a 3 com a última cobrança de Drogba conquistando assim o título. Mata terminou sua primeira temporada em Stamford Bridge, com 573 passes, criando 66 chances e completando 61 cruzamentos bem sucedidos, que contribuíram a temporada vitoriosa do Chelsea.

#### 2012-13
Juan Mata perdeu todos os jogos da pré-temporada do Chelsea como ele estava jogando para a Espanha no Jogos Olímpicos de Verão de 2012 em Londres, mas ele voltou a jogar em 2012 FA Community Shield contra o Manchester City e foi substituído aos 74 minutos, Daniel Sturridge. Mata assistida seu primeiro gol da temporada contra o Stoke, proporcionando um grande filme de Ashley Cole. Ele marcou seu primeiro gol na temporada na 2012-13, na Copa da Liga Inglesa na terceira rodada contra o Wolverhampton, em que o Chelsea venceu por 6 a 0. Quatro dias depois, ele marcou seu primeiro gol na temporada da Premier League, ajudando Fernando Torres com passe para gol e depois cobrando falta em que resultou na vitória sobre o Arsenal por 2 a 1. Mata marcou primeiro e o terceiro gol do Chelsea na partida pela Liga dos Campeões contra o Nordsjælland vencendo o jogo por 4 a 0 fora de casa. Mais tarde, ele deu duas assistências na goleada do Chelsea por 4 a 1 sobre o Norwich City. Em um jogo no derby de Londres contra o Tottenham na casa do rival White Hart Lane, em 20 de outubro, Mata marcou duas vezes e deu uma assistência para Daniel Sturridge em uma vitória por 4 a 2 para o Chelsea e Mata também ganhou o prêmio da Barclays Premier League novamente de homem do jogo. Em seguida, ele marcou novamente na Premier League, com uma bela cobrança de falta contra o Manchester United, mas o Chelsea perdeu o jogo por 3 a 2, após um gol polêmico de Javier Hernández. Mata ganhou o prêmio de jogador do mês de outubro, depois de marcar três gols. Depois, Roberto Di Matteo foi demitido após uma derrota para a Juventus na Liga dos Campeões, Mata marcou o primeiro gol na chegada de Rafael Benítez no Chelsea contra o West Ham, embora Chelsea sofreu uma derrota neste jogo. Ele marcou novamente na vitória do Chelsea sobre o Nordsjaelland em um jogo da Liga dos Campeões, mas o Chelsea ainda não conseguiu avançar para as oitavas, apesar de uma vitória por 6 a 1, por ter menos pontos que a Juventus. Ele acrescentou à sua contagem de gols e sua coleção de ótimas atuações no Sunderland 1-3 Chelsea em uma vitória. Após este jogo, o Chelsea viajou para o Japão para a 2012 FIFA Club World Cup . Aqui também Mata continuou a sua melhor forma, marcando o primeiro gol do Chelsea no torneio contra o Monterrey no Semi Final, ajudando-os no seu percurso para a final com uma vitória de 1-3. O torneio, porém, terminou em decepção como Chelsea foi derrotado por 1-0 pelo Corinthians no último. A equipe colocou a derrota por trás deles, preenchendo um 8-0 encaminhamento de Aston Villa, num jogo em que apesar de Mata não marcou um golo, mas, no entanto, teve um papel muito influente. Em 22 de dezembro, ele assinou uma renovação de contrato com o Chelsea, que o deixa no clube até 2018. Ele teria sido oferecido um salário de cerca de £ 100.000 por semana. No Boxing Day, Chelsea viajou para Carrow Road, onde ambos Manchester United e Arsenal sofreu derrotas no início da temporada. Mata marcou um gol brilhante no minuto 38, dando um passe de Oscar em seu passo e lançar um tiro imparável para o gol de 25 jardas para fora. O objetivo acabou por ser o vencedor. Em seguida, no dia 5 de janeiro, Mata deu assistências para Demba Ba e Branislav Ivanović para ajudar Chelsea em uma vitória por 5 a 1 contra o Southampton na terceira rodada da Copa da Inglaterra. Uma semana depois, ele sofreu o pênalti para o gol de Lampard na vitória contra o Stoke City por 4 a 0. Mata marcou seu oitavo gol na temporada na Premier League contra o Arsenal com uma vitória caseira por 2-1. Fez um gol em 2 de fevereiro, contra o Newcastle mas sua equipe sofreu um gol no fim e perdeu de virada por 3 a 2 fora de casa.
Em 3 de março de 2013, Mata fez a sua aparição 100 em todas as competições para Chelsea na vitória por 1-0 sobre o West Brom em Stamford Bridge. Em 14 de março de 2013 Mata marcou um gol do Chelsea na Liga Europa 3-1 (3-2) vencer contra o Steaua Bucureşti. Em 19 de abril de 2013, Mata foi nomeado para jogador PFA Players of the Year em reconhecimento à sua contribuição para a temporada do Chelsea em todas as competições. A decisão do PFA foi baseada em sua "capacidade de não só criar metas, mas também marcar-lhes a si mesmo" e viu-indicado ao lado de seu companheiro Eden Hazard. Fez mais um gol contra o United em 5 de maio de 2013, na vitória por 1 a 0.[carece de fontes?] Em seguida, em 15 de maio de 2013, Mata deu outro bom desempenho na final da Liga Europa contra o Benfica, dando passe para Ivanović de escanteio em que resultou em gol. No dia seguinte, ele foi premiado com Chelsea Jogador do Jogador do Ano prêmio. Ele modestamente deu o crédito a toda a equipe, dizendo que "sentia orgulho de jogar pelo Chelsea", e agradeceu aos seus companheiros de equipe. Ele também foi agraciado com o Chelsea FC Jogador do ano, pela segunda temporada consecutiva. Ao ganhar seu segundo prêmio da noite, ele disse: "Eu me sinto tão feliz". "É minha segunda temporada aqui e ganhar o troféu dois anos em uma fila é incrível para mim. Eu só quero dizer obrigado a todos os adeptos e todos os meus companheiros." Decidiu sair do Chelsea após perder espaço com Mourinho na temporada 2013/14, e acabou indo para o rival, Manchester United.

### Manchester United
Foi anunciado pelo Manchester United em 24 de janeiro de 2014, em transferência junto ao Chelsea, pelo valor recorde na história do clube, 37,1 milhões de libras.
Debutou com a camisa vermelha poucos dias após ser anunciado, no dia 28 de janeiro, na vitória do Manchester United sobre o Cardiff City por 2-0 na Premier League.
Juan Mata terminou seu tempo no clube em junho de 2022, depois que seu contrato expirou. No total, passou oito temporadas e meia nas quais marcou 51 gols em 285 jogos, além de conquistar quatro títulos.

### Galatasaray
Em 7 de setembro de 2022, o Galatasaray, Mata assinou como jogador livre por dois anos, com o segundo ano opcional, e vai ganhar em 2022/23 um total de 1,9 milhões de euros.

### Vissel Kobe
Em 3 de setembro de 2023, Mata foi anunciado pelo Vissel Kobe na J1 League. Posteriormente, ele recebeu a camisa de número 64 do time.
Em 6 de janeiro de 2024, após atuar apenas 11 minutos, o clube japonês anunciou a saída do espanhol.

### Western Sydney Wanderers
Em 5 de setembro de 2024, Mata assinou com o clube australiano Western Sydney Wanderers, da A-League.

## Seleção Espanhola

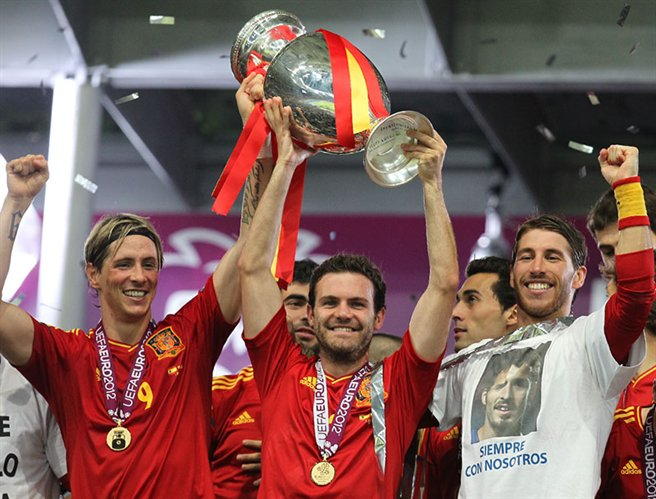
Fernando Torres, Mata e Sergio Ramos celebrando o título da Euro de 2012.

Mata ajudou a Espanha conquistar o título da Euro de 2006 de Sub-19, onde ele era um jogador peça-chave. Seu companheiro de seleção Alberto Bueno terminou na artilharia com 5 gols em 5 jogos.
Em 1 de fevereiro de 2007, o treinador Iñaki Sáez da seleção sub-21 incluiu em sua lista de convocados para o amistoso contra a Inglaterra, Mata ao lado de Roberto Soldado, José Manuel Jurado, Sergio Sánchez, Miguel Torres, Esteban Granero e Antonio Adán, com apenas 18 anos e 10 meses.
Em 14 de novembro de 2008, Vicente del Bosque convocou Mata para o time principal para jogar em um amistoso contra o Chile. Ele ficou no banco durante a vitória por 3 a 0. Em 28 de março de 2009, ele finalmente fez a sua estréia, na eliminatórias da copa do mundo de 2010 contra a Turquia, uma vitória por 1 a 0 em Madrid. Ele entrou como um substituto de David Villa, aos 18 minutos do segundo tempo.
Em junho de 2009, del Bosque incluiu Mata para a Copa das Confederações de 2009, primeiro torneio sênior dele. Ele começou no segundo jogo do grupo contra o Iraque, e entrou como um substituto para Albert Riera na semi-final em que perdeu para o Estados Unidos.
Em 9 de setembro de 2009, Mata marcou seu primeiro gol para o time principal, como a vitória por 3 a 0 sobre a Estônia garantiu um lugar na Copa do Mundo na África do Sul. Ele seguiu-se com o vencedor contra a Armênia em 10 de outubro, marcando um pênalti para roubar uma vitória por 2 a 1. escolhido para a fase final, ele apareceu uma vez para os eventuais campeões, substituindo Fernando Torres para os 20 minutos finais de o grupo vitória por 2-0 fase contra Honduras . No verão seguinte, ele não convencional voltou a Sub-21 do lado, fazendo o papel de membro sênior plantel e ajudou a Espanha a conquistar o Campeonato da Europa de 2011 de Sub-21 de Futebol na Dinamarca. Mata-se foi incluído no UEFA Equipa do Torneio 's e nomeado como o do torneio Jogador de Ouro.
Mata voltou para a equipe sénior na UEFA Euro 2012 e, depois de entrar como substituto, marcou o quarto gol da Espanha na final, como a Espanha derrotou a Itália por 4-0 para manter o seu título de campeã da Europa.
Mata foi incluído na lista de convocados da Espanha para o torneio olímpico de futebol de 2012 como um dos três jogadores acima da idade designados. No entanto, a Espanha não conseguiu marcar em qualquer dos seus três primeiros jogos e foram eliminados na fase de grupos.
No último amistoso da Espanha antes da Copa das Confederações, Mata deu duas assistências na vitória por 2-1 sobre o Haiti nos EUA com gols de Fàbregas e Cazorla em 8 de junho de 2013.
Foi convocado para disputar a Copa do Mundo FIFA de 2014. Jogou a última partida da equipe pelo Grupo B, já desclassificada, contra a Austrália e marcou um dos gols.

## Estatísticas

### Seleção
| 2009  | 7  | 3  |
| 2010  | 3  | 0  |
| 2011  | 6  | 2  |
| 2012  | 4  | 1  |
| 2013  | 11 | 3  |
| 2014  | 2  | 1  |
| 2015  | 4  | 0  |
| 2016  | 4  | 0  |
| Total | 41 | 10 |

|     | Data                  | Lugar                                           | Oponente             | Gol | Placar | Competição                     |
| --- | --------------------- | ----------------------------------------------- | -------------------- | --- | ------ | ------------------------------ |
| 1.  | 9 de setembro de 2009 | Estadio Romano, Mérida, Espanha                 | Estónia              | 3–0 | 3–0    | Elim. da Copa do Mundo de 2010 |
| 2.  | 10 de outubro de 2009 | Estádio Republicano, Erevan, Arménia            | Armênia              | 1–2 | 1–2    | Elim. da Copa do Mundo de 2010 |
| 3.  | 14 de outubro de 2009 | Bilino Polje, Zenica, Bósnia e Herzegovina      | Bósnia e Herzegovina | 0–5 | 2–5    | Elim. da Copa do Mundo de 2010 |
| 4.  | 29 de março de 2011   | Darius and Girėnas Stadium, Kaunas, Lituânia    | Lituânia             | 1–3 | 1–3    | Elim. da Copa do Mundo de 2010 |
| 5.  | 7 de outubro de 2011  | Generali Arena, Praga, República Checa          | Tchéquia             | 0–1 | 0–2    | Qualificações para Euro 2012   |
| 6.  | 1 de julho de 2012    | Estádio Olímpico, Kiev, Ucrânia                 | Itália               | 4–0 | 4–0    | Euro 2012                      |
| 7.  | 11 de junho de 2013   | New Yankee Stadium, Nova Iorque, Estados Unidos | Irlanda              | 2–0 | 2–0    | Amistoso                       |
| 8.  | 20 de junho de 2013   | Maracanã, Rio de Janeiro, Brasil                | Taiti                | 8–0 | 10–0   | Copa das Confederações 2013    |
| 9.  | 15 de outubro de 2013 | Estadio Carlos Belmonte, Albacete, Espanha      | Geórgia              | 2–0 | 2–0    | Elim. da Copa do Mundo de 2014 |
| 10. | 23 de junho de 2014   | Arena da Baixada, Curitiba, Brasil              | Austrália            | 3–0 | 3–0    | Copa do Mundo de 2014          |

## Títulos
Valencia
- Copa do Rei: 2007–08

Chelsea
- Copa da Inglaterra: 2011–12
- Liga dos Campeões da UEFA: 2011–12
- Liga Europa da UEFA: 2012–13

Manchester United
- Copa da Inglaterra: 2015–16[88]
- Supercopa da Inglaterra: 2016
- Copa da Liga Inglesa: 2016–17
- Liga Europa da UEFA: 2016–17

Galatasaray
- Süper Lig: 2022–23

Vissel Kobe
- J-League: 2023[89]

Seleção Espanhola
- Copa do Mundo: 2010
- Eurocopa: 2012

### Prêmios Individuais
- Melhor jogador da Eurocopa Sub-21: 2011[90]
- Chuteira de Bronze da Eurocopa Sub-21: 2011
- Equipe da Eurocopa Sub-21: 2011
- Jogador do Ano do Chelsea: 2011–12, 2012–13
- Jogador do mês da Premier League: outubro de 2012
- Equipe do Ano pela PFA: 2012–13
- Líder de assistências da Premier League: 2012–13
- 86º melhor jogador do ano de 2016 (The Guardian)[91]